# Contea di Gladwin
La contea di Gladwin, in inglese Gladwin County, è una contea dello Stato del Michigan, negli Stati Uniti. La popolazione al censimento del 2000 era di 26 023 abitanti. Il capoluogo di contea è Gladwin.